# Rigo Star
Rigobert Bamundele, más conocido como Rigo Star, (Kinsasa, Congo Belga, 28 de agosto de 1955-El Havre, 26 de octubre de 2023) fue un apreciado guitarrista y compositor soukous congoleño, afincado en París. 

## Carrera musical
Ha tocado con varios artistas importantes y músicas del mundo, como Viva La Música de Papa Wemba, Anti-Choc de Bozi Boziana, Kanda Bongo Man, Koffi Olomidé, Kékélé y Paul Simon. Su nombre se asocia principalmente con la cantante congoleña M'Bilia Bel, con quien colaboró casi exclusivamente a lo largo de los años noventa. También ha lanzado algunos trabajos en solitario, incluido el álbum de 1998 'Attention' con Sam Mangwana en la voz.

## Discografía

### Con Papa Wemba
- 1984 : Firenze (ft. Stervos Niarcos)
- 1985 : A.O.C. (Appelation D'Origine)
- 1986 : Á Japón (concierto en 1986, de gira en Japón)
- 1987 : Love Kilawu (Amour Fou)
- 1988 : Papa Wemba (también llamado M'Fono Yami)
- 1990 : Dernier Coup De Siflet
- 1991 : Mingelina
- ? : Dans Un Duo Pour L'Eternité Avec Papa Wemba

### Con Joly Mubiala
- 1995 : Terre Noire

### Con Reddy Amisi
- 1990 : Queen Lina (re-sacado en 1996, mezclado con el álbum 'Zakina' (1987) y 2 remixes)

### Con Koffi Olomidé
- 1983 : Ngounda
- 1986 : Ngobila
- 1987 : Rue D'Amour
- 1987 : Aï Aï Aï La Bombe Eclate
- 1988 : Henriquet
- 1989 : Elle Et Moi
- 1990 : Tchatcho
- 1990 : Les Prisionniers Dorment (también llamado L'Orfevre)
- 1999 : Attentat

## Rigo Star, guitarrista de soukous, zouk y folk
En 1989, Bamundele colabora con el artista de Guadalupe, Francky Vincent en su álbum ''15 ans déjà...(putain)''. Francky aclama a Rigo Star diciendo:
Ça c'est la bonne guitare zaïroise !
Traducido al español sería: Esa es la buena guitarra zairiana.
En 1990, trabajó con el cantante estadounidense Paul Simon en su álbum The Rhythm of the Saints.